# Shūr Qeshlāq
Shūr Qeshlāq (persiska: شور قشلاق) är en ort i Iran.   Den ligger i provinsen Östazarbaijan, i den nordvästra delen av landet, 400 km väster om huvudstaden Teheran. Shūr Qeshlāq ligger 1 335 meter över havet och antalet invånare är 150.
Terrängen runt Shūr Qeshlāq är kuperad norrut, men söderut är den platt. Shūr Qeshlāq ligger nere i en dal.Runt Shūr Qeshlāq är det ganska glesbefolkat, med 47 invånare per kvadratkilometer. Närmaste större samhälle är Īljāq, 11,6 km söder om Shūr Qeshlāq. Trakten runt Shūr Qeshlāq består i huvudsak av gräsmarker.